# Mish'al bin Abd Allah bin Abd al-Aziz bin Musa'ed Al Sa'ud
Mishʿal bin ʿAbd Allāh bin ʿAbd al-ʿAzīz bin Musaʿed Āl Saʿūd (in arabo عبد الله بن عبد العزيز بن مساعد آل سعود‎?; 'Ar'ar, ...) è un principe e politico saudita.

## Biografia
Il principe Mish'al è nato ad 'Ar'ar e lì ha studiato fino al diploma di scuola secondaria. In seguito ha conseguito una laurea in gestione industriale, un master in business administration internazionale e un secondo master in scienze politiche presso l'Università di Denver. Presso lo stesso ateneo ha ottenuto un dottorato in relazioni internazionali.
Terminati gli studi, ha lavorato con il principe Sultan bin 'Abd al-'Aziz Al Sa'ud, come capo del suo ufficio informazioni e lo ha accompagnato in molti viaggi e rappresentato in diverse occasioni. È stato anche consigliere di re Salman quando era principe ereditario. Quest'ultimo, una volta asceso al trono, lo ha nominato suo consigliere con rango di ministro.
Il 13 luglio 2015, qualche giorno dopo la morte del padre, re Salman lo ha nominato governatore della Provincia di al-Hudud al-Shamaliyya. Il suo mandato si è concluso il 22 aprile 2017 quando è stato sostituito con Faysal bin Khalid Al Sa'ud.